# ネルソン郡 (ノースダコタ州)
ネルソン郡（英: Nelson County）は、アメリカ合衆国ノースダコタ州の東部に位置する郡である。2010年国勢調査での人口は3,126人であり、2000年の3,715人から15.9％減少した。郡庁所在地はラコタ市（人口672人）であり、同郡で人口最大の町でもある。

## 地理
アメリカ合衆国国勢調査局に拠れば、郡域全面積は1,009平方マイル (2,613 km2)であり、このうち陸地は982平方マイル (2,543 km2)、水域は27平方マイル (70 km2)で水域率は2.69％である。

### 主要高規格道路
- アメリカ国道2号線
- ノースダコタ州道1号線
- ノースダコタ州道15号線
- ノースダコタ州道32号線
- ノースダコタ州道35号線

### 隣接する郡
- ウォルシュ郡 - 北
- グランドフォークス郡 - 東
- スティール郡 - 南東
- グリッグス郡 - 南
- エディ郡 - 南西
- ベンソン郡 - 西
- ラムジー郡 - 北西

### 国立保護地域
- ジョンソン湖国立野生生物保護区（部分）
- ラムズ湖国立野生生物保護区
- ローズ湖国立野生生物保護区
- スタンプ湖国立野生生物保護区

## 人口動態
以下は2000年の国勢調査による人口統計データである。
| 基礎データ - 人口: 3,715人 - 世帯数: 1,628 世帯 - 家族数: 1,004 家族 - 人口密度: 1人/km2（4人/mi2） - 住居数: 2,014軒 - 住居密度: 1軒/km2（2軒/mi2） 人種別人口構成 - 白人: 98.57% - アフリカン・アメリカン: 0.08% - ネイティブ・アメリカン: 0.35% - アジア人: 0.30% - その他の人種: 0.11% - 混血: 0.59% - ヒスパニック・ラテン系: 0.16% 先祖による構成 - ノルウェー系：53.4％ - ドイツ系：21.8％ 年齢別人口構成 - 18歳未満: 22.1% - 18-24歳: 4.0% - 25-44歳: 20.3% - 45-64歳: 26.2% - 65歳以上: 27.4% - 年齢の中央値:47歳 - 性比（女性100人あたり男性の人口） - 総人口: 95.8 - 18歳以上: 93.6 | 世帯と家族（対世帯数） - 18歳未満の子供がいる: 24.2% - 結婚・同居している夫婦: 53.8% - 未婚・離婚・死別女性が世帯主: 5.2% - 非家族世帯: 38.3% - 単身世帯: 36.35% - 65歳以上の老人1人暮らし: 21.9% - 平均構成人数 - 世帯: 2.18人 - 家族: 2.84人 収入と家計 - 収入の中央値 - 世帯: 28,892米ドル - 家族: 437,406米ドル - 性別 - 男性: 27,163米ドル - 女性: 18,857米ドル - 人口1人あたり収入: 16,320米ドル - 貧困線以下 - 対人口: 10.3% - 対家族数: 7.2% - 18歳未満: 11.0% - 65歳以上: 10.3% |

## 都市と町

### 都市
- アニータ
- ラコタ - 郡庁所在地
- マックビル
- ミシガンシティ
- ペキン
- ピーターズバーグ
- トルナ

注: ノースダコタ州の法人化された自治体は、その大きさに拠らず全て「市」になる

### その他の町
- ダーレン

### 郡区
| - アドラー - バーゲン - セントラル - クララ - ダーレン - デイトン - ドッズ - エンタープライズ - フィールド | - フォード - ハムリン - イリノイ - ラコタ - リー - レバル - メルビン - ミシガン - ナッシュ | - ネシャイム - オーラ - オサゴ - ピーターズバーグ - ルービン - ラグ - サーニア - ワムダスカ - ウィリアムズ |